# Dhṛtarāṣṭra

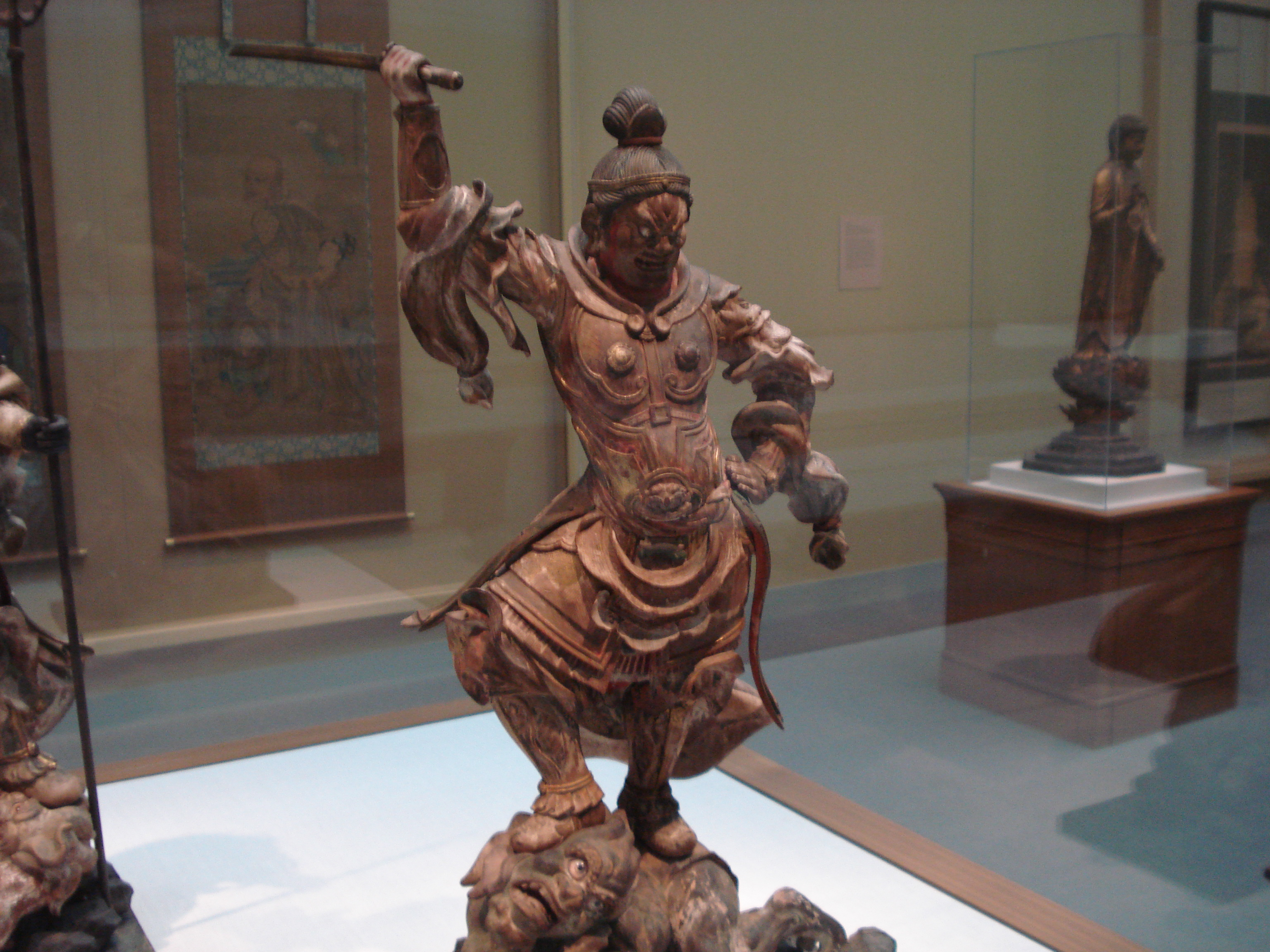
Statue en bois de Jikoku-ten, datant de l'époque de Kamakura (1185 – 1333).

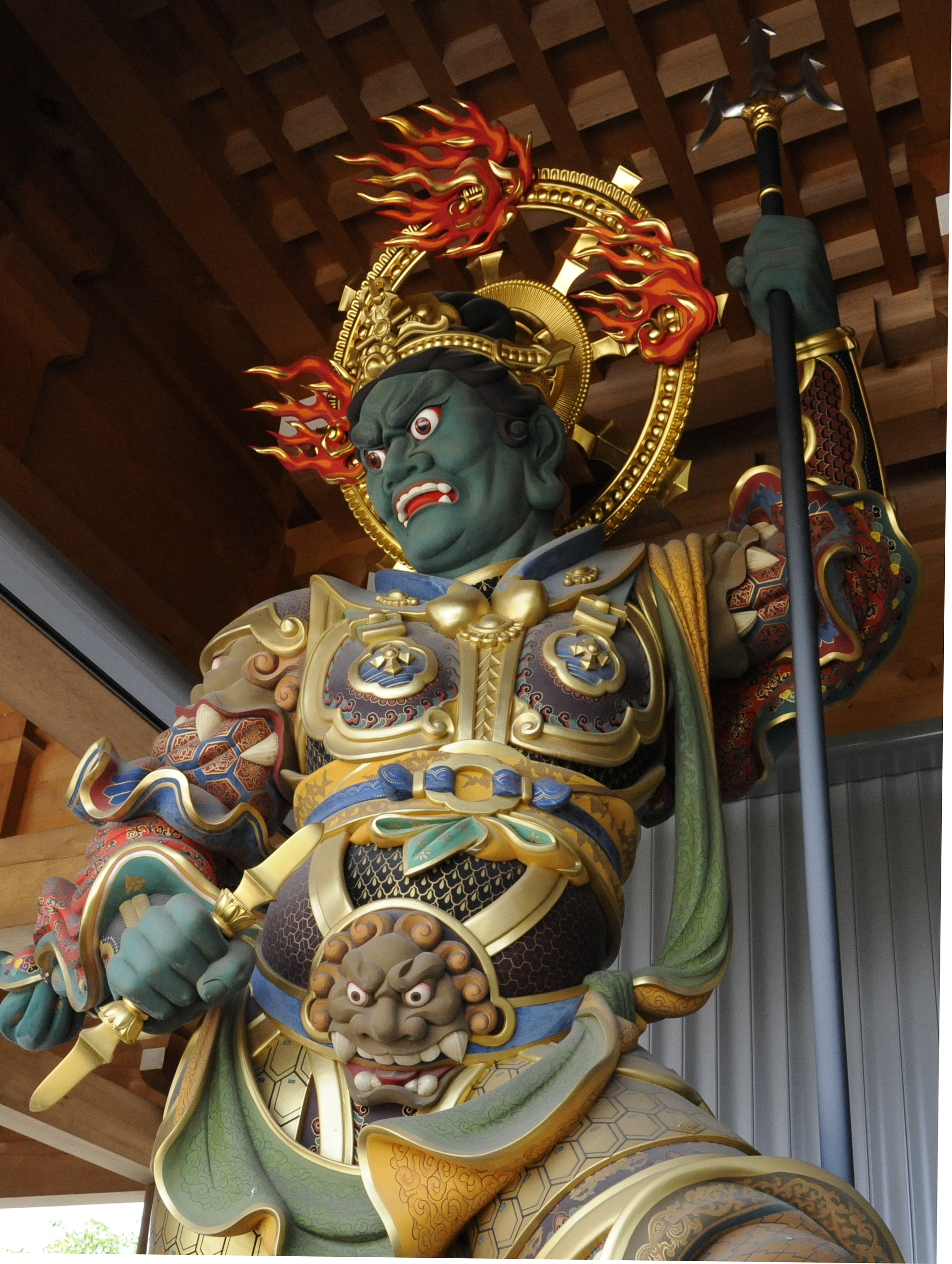
Renge-in Tanjō-ji

Dhṛtarāṣṭra (sanskrit : धृतराष्ट्र, chinois simplifié : 持国天王 ; chinois traditionnel : 持國天王 ; litt. « Roi céleste qui maintient les choses », coréen : Jiguk Cheonwang (持國天王/지국천왕) ; japonais : Jikoku-ten (持国天) ; vietnamien : 持國天王 Trì Quốc Thiên Vương) est un des Quatre Rois célestes et une importante figure de la mythologie bouddhiste. Il fait partie du panthéon bouddhiste du mahayana (ou grand véhicule) et vajrayāna (véhicule de diamant ou bouddhisme tantrique).
Son nom signifie « Celui qui maintient les choses » ou « Gardien des terres » ; il est le gardien de l'Est.
Au Japon, Jikoku-ten est représenté muni d'une lance ou d'un sabre, sous des traits courroucés.